# Segmentação (informática)
A segmentação consiste em dividir a memoria virtual em pedaços (segmentos) e apontar um determinado segmento para uma aplicação. Isto define de maneira única a aplicação na memória virtual e vice-versa e, desta forma, pode-se executar, simultaneamente, várias aplicações compartilhando de maneira mais eficiente a memória sem o risco de alocarmos de maneira incorreta a aplicação.
A segmentação não utiliza o mínimo e máximo para poder executar seus programas e seus dados.